# Anstruther Lake
Anstruther Lake är en sjö i Kanada.   Den ligger i countyt Peterborough County och provinsen Ontario, i den sydöstra delen av landet, 210 km väster om huvudstaden Ottawa. Anstruther Lake ligger 298 meter över havet. Arean är 6,2 kvadratkilometer. Den sträcker sig 5,1 kilometer i nord-sydlig riktning, och 5,1 kilometer i öst-västlig riktning.
I omgivningarna runt Anstruther Lake växer i huvudsak blandskog. Runt Anstruther Lake är det mycket glesbefolkat, med 2 invånare per kvadratkilometer.